# 216343 Веньчан
216343 Веньчан (216343 Wenchang) — астероїд головного поясу, відкритий 28 листопада 2007 року.
Тіссеранів параметр щодо Юпітера — 3,326.
Названо на честь китайського міста-префектури Веньчан (кит.: 文昌), що знаходиться на північному сході провінції Хайнань КНР.